# Condado de Wayne (Kentucky)
El condado de Wayne es un condado del estado de Kentucky, Estados Unidos. Tiene una población estimada, a mediados de 2022, de 19 681 habitantes.
La sede del condado es Monticello.

## Geografía
Según la Oficina del Censo, el condado tiene una superficie total de 1254 km², de los cuales 1186 km² corresponden a tierra firme y 68 km² están cubiertos de agua.

### Condados adyacentes
- Condado de Russell (noroeste)
- Condado de Pulaski (noreste)
- Condado de McCreary (este)
- Condado de Scott (Tennessee) (sureste)
- Condado de Pickett (Tennessee) (sur)
- Condado de Clinton (oeste)

## Demografía
Según la estimación 2018-2022 de la Oficina del Censo, los ingresos medios de los hogares del condado son de $41,583 y los ingresos medios de las familias son de $55,951. Los ingresos per cápita en los últimos doce meses, medidos en dólares de 2022, son de $27,016. Alrededor del 25.4% de la población está por debajo de la línea de pobreza.